# Carl von Michael
Carl von Michael (* 30. November 1835 in Ganzkow (Brunn); † 27. April 1893 ebenda) war ein mecklenburgischer Rittergutsbesitzer und Politiker.

## Leben
Carl von Michael wurde geboren als Sohn des Herrn auf Ganzkow August von Michael und der Amalie geb. Wendorff. Nach dem Besuch des Gymnasiums in Neubrandenburg studierte er an der Rheinischen Friedrich-Wilhelms-Universität Bonn und der Friedrich-Wilhelms-Universität Berlin Rechtswissenschaften. 1858 wurde er Mitglied des Corps Borussia Bonn. Von Michael wurde Majoratsherr auf Ganzkow. Er war Mitglied des Mecklenburgischen Landtags und hatte zahlreiche ständische Ehrenämter inne.